# Art'owr Grigoryan (calciatore)
Art'owr Grigoryan (in armeno Արթուր Գրիգորյան?; traslitterazione anglosassone: Artur Grigoryan; Erevan, 10 luglio 1993) è un calciatore armeno, centrocampista del P'yownik.

## Carriera

### Club
Ha giocato nella prima divisione armena.

### Nazionale
Ha giocato nella nazionale armena Under-19.

## Palmarès

### Club

#### Competizioni nazionali
- Supercoppa d'Armenia: 1

P'yownik: 2011
- Coppa d'Armenia: 1

P'yownik: 2012-2013